# فندق كونتيننتال (طنجة)
فندق كونتيننتال، بُني عام 1870، وهو من أقدم فنادق طنجة بالمغرب. تشير الصفحات الصفراء في سجل الزوار في القرن التاسع عشر إلى نزلائه البارزين، ومنهم: إدغار ديغا، وونستون تشرشل، وشعراء البيت وقد صُوّر جزء من فيلم The Sheltering Sky لبرناردو برتولوتشي فيه. يقع في منطقة المدينة طنجة وتطل بعض غرفه على الميناء.